# Soroborda
Soroborda es un antiguo aljibe o depósito de aguas situado en el barrio de Ulía en San Sebastián que se utilizó desde 1869 hasta 1982, aunque sigue estando operativo.

El depósito vecino denominado Buskando (10.000 m³) fue construido 30 años después, cuando los 7.000 m³ de Soroborda resultaban insuficientes para atender a las demandas de agua en la ciudad.

## Depósito
El interior del depósito de Soroborda (nombre del túnel que lo abastecía), completamente soterrado y solo accesible con material de escalada, está compartimentado interiormente en 2 grandes tanques simétricos separados entre sí por un muro medianil, para posibilitar la limpieza de uno sin dejar de usarse el otro. Este muro alcanza la altura del arranque de las bóvedas, permitiendo la circulación del aire entre ambas estancias gracias a 4 chimeneas de aireación.
Por el exterior, una capa de tierra vegetal de aproximadamente 0,5m de espesor, destinada a garantizar el aislamiento, cubre toda la estructura de arcos y bóvedas de hormigón. Sobre esta capa se dispuso originalmente una pequeña huerta para servicio del guarda, que a principios del pasado siglo XX fue definitivamente retirada por causas sanitarias.
El pozo de registro de llaves se sitúa a cota de la solera del depósito en el extremo Este, en una planta de sótano bajo la caseta del guarda y con acceso independiente. Lamentablemente toda su maquinaria original ha desaparecido.

## Vivienda del guarda
El conjunto formado por los depósitos se completa con la presencia de la denominada vivienda del guarda, y que actualmente aún sigue manteniendo esa misma función. Este edificio estaba destinado a servir de residencia de la persona y familia encargada de la custodia y mantenimiento de las instalaciones, así como de almacén del instrumental necesario para desempeñar su labor. La construcción se verificó en dos momentos diferentes, separados entre sí por escasamente media docena de años. La construcción original fue levantada en torno a 1872 y 1873, tras la conclusión del depósito, presentando en altura una única planta de poco más de 60 m de superficie (5,90 por 10,30 m) y con cubierta de entramado de madera a dos aguas. En su interior se dispuso la cocina con dos dormitorios y sendos almacenes a cada uno de los lados. En las plantas asotanadas se encontraban nuevos almacenes, así como el registro de llaves del depósito. Seis años después de su construcción se procederá a ampliar esta casa dotándole de una planta más en altura y añadiéndole un cuerpo volado apeado en columnas de cemento por la parte trasera. La nueva traza guardó la estética constructiva y el diseño general del edificio original. Este edificio se encuentra en la actualidad en un óptimo estado de conservación.

## Verja de la finca
La finca presenta en el perímetro exterior una serie de pilares macizos ejecutados con bloques de sillería arenisca y ornamentados con unos curiosos motivos decorativos (grafilas y una figura coronada sobre motivos vegetales) y moldurados en su parte superior. Junto a estos pilares destaca la presencia de una serie de farolas de hierro forjado, asimismo primorosamente decoradas con motivos mayormente vegetales, quedando enmarcado en su parte central un medallón con la letra “S” (¿San Sebastián?, ¿Soroborda?). Junto a ellas la verja, que rodea también una buena parte del recinto, resulta de una gran calidad, estando decorada como las referidas farolas con diferentes motivos geométricos y vegetales. Al parecer, este enrejado estaba originalmente ubicado en la Plaza de Gipuzkoa, de donde fue trasladado en torno a 1909 para sustituir al original de seto y madera que se encontraba en franco estado de deterioro.